# Alex Carter
Alexander Rhys Carter (Fairfax, 19 ottobre 1994) è un giocatore di football americano statunitense che milita nel ruolo di cornerback per i Detroit Lions della National Football League (NFL).

## Biografia

### Detroit Lions
Dopo avere giocato al college a football a Stanford, Carter fu scelto nel corso del terzo giro (80º assoluto) del Draft NFL 2015 dai Detroit Lions.